# 宾夕法尼亚铁路Q2型蒸汽机车
宾夕法尼亚铁路Q2型蒸汽机车（英語：Pennsylvania Railroad class Q2）是賓夕法尼亞鐵路在二十世纪四十年代后期至五十年代初使用的一款複驱式货运蒸汽機車，在1944-1945年间共制造26台，其中包括一台样车和25台量产型。
本型機車是在上一代的Q1型基础上改进设计，為有史以来最大的非关节式蒸汽机车。与关节式机车不同，本型机车的全部动轮均安装于同一个刚性车架上，只是由不同的汽缸分组驱动。机车共有两组汽缸，华氏轮式为4-4-6-4，即自前至后依次为四根动轴，五根安装于同一车架的动轴和四根从轴。其中，前两根和后三根动轴各由连杆连接成组，分别由一组汽缸驱动，即所谓「複驱式」。
本型机车是唯一一种采用華氏轮式4-4-6-4的机车。与之类似，Q1型的轮式为4-6-4-4，也是采用该轮式的唯一型号。
本型机车也是在静态测试中功率最大的蒸汽机车。在宾铁的静态测试中，本型机车的最后一台，Q2 6199，汽缸输出功率达到了7,987匹馬力（5,956千瓦特）。同时，本型机车也是迄今为止设计最成功的複式机车，通过安装自动防滑系统，在一组动轮发生打滑时减小对应汽缸的功率而成功改善了复驱式机车易于打滑的缺点。本型机车比当时宾铁所拥有的其他型号机车功率高出78%。根据宾铁官方的说法，本型機車可以牵引125节货车以50 mph（80 km/h）的速度运行。 
尽管从总体上讲设计相当成功，本型機車还是在短短幾年后的1951年全部退役。由于在性能上并未比传统的J1型机车（華氏轮式为2-10-4）高出太多，运行和维护费用却增加不少，使本型機車在50年代的内燃化浪潮中成为被淘汰的优先目标。全部的26台Q2型機車在退役后均已报废拆解，没有任何一台被保留下来。